# نور خورشید

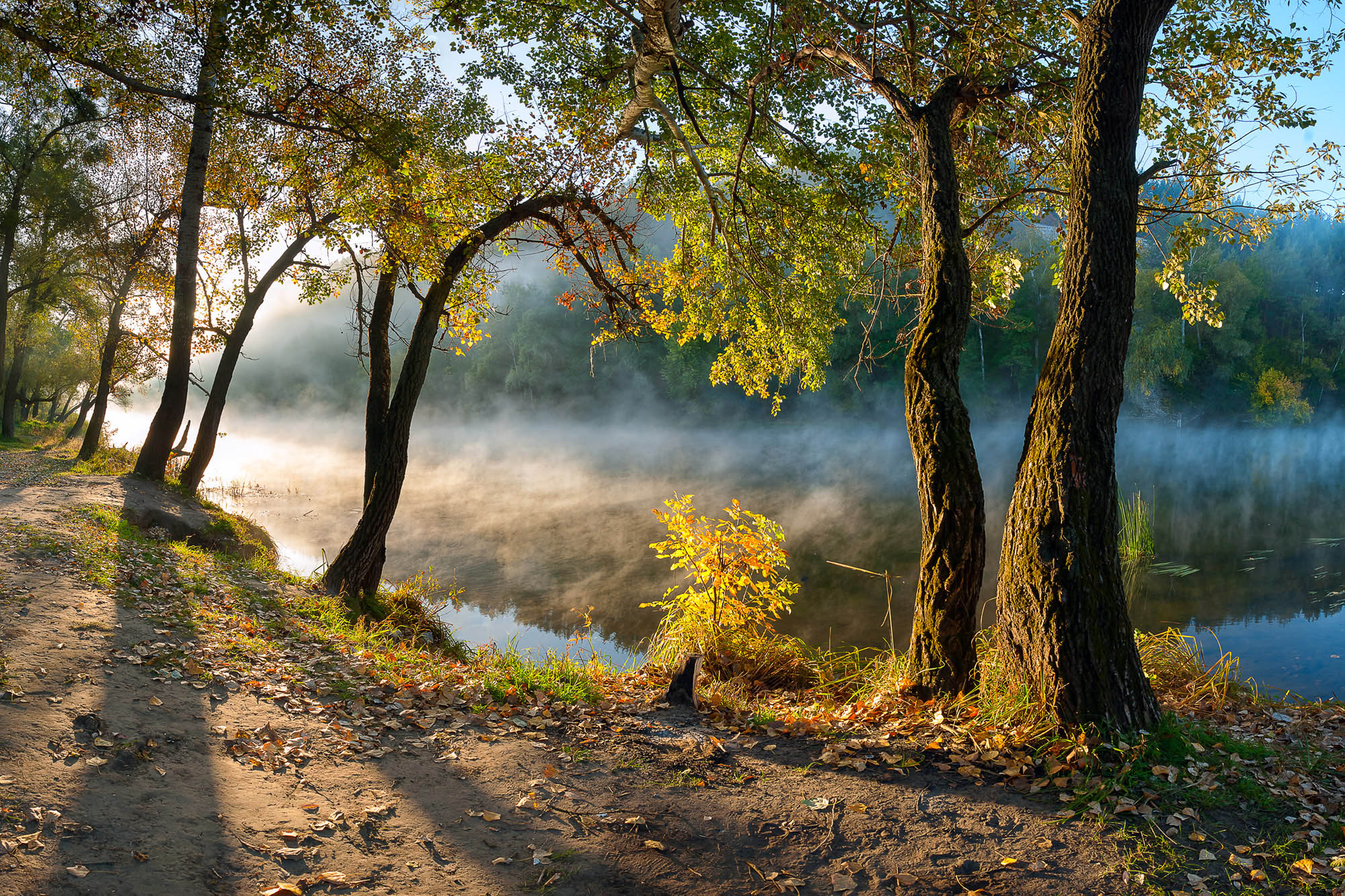
عبور نور خورشید از میان درختان.

نورِ خورشید یا آفتاب گستره‌ای از موج است که شامل فرکانس‌های مرئی تا نامرئی در طیف امواج الکترومغناطیس است که به‌صورت انرژی با تابش نور سفید همراه است. نور خورشید از طیف کاملی از ذرات با دماهای متفاوت تابشی تشکیل یافته‌است که می‌تواند به رنگ‌های مختلف باشد. در قسمت‌های بالای جو، نور خورشید حدود ۳۰٪ شدیدتر است و دارای ۸٪ پرتو فرابنفش است.

## بررسی
در سطح کره زمین، تابش نور خورشید از اتمسفر عبور می‌کند و فرکانس‌های متفاوت تری از آن بر زمین می‌تابد که به آن نور مرئی گفته می‌شود؛ که البته طیف‌های متفاوتی از تابش نور نامرئی بر زمین نیز وجود دارد که ممکن است در طیف مرئی قرار گیرند و دیده شوند. سرعت نور، یک ثابت جهانی و دقیقاً برابر با ۲۹۹٬۷۹۲٬۴۵۸ متر بر ثانیه است و بنابراین، حدود ۸ دقیقه و ۲۰ ثانیه طول می‌کشد تا نور خورشید به سطح کره زمین برسد. پرتو فرابنفش موجود در نور خورشید، اثرات مثبت و منفی برای سلامتی به دنبال دارد زیرا از طرفی برای کلکلسیفرول یا سنتر ویتامین دی مورد نیاز است و از طرف دیگر عاملی جهش‌زا است. نور خورشید همچنین یک عامل کلیدی در فتوسنتز است و این فرایندی است که به گیاهان و به‌طور کلی سایر جانداران خودپرورده برای سنتز کربوهیدرات‌ها و تولید انرژی کمک می‌کند.

## نگارخانه

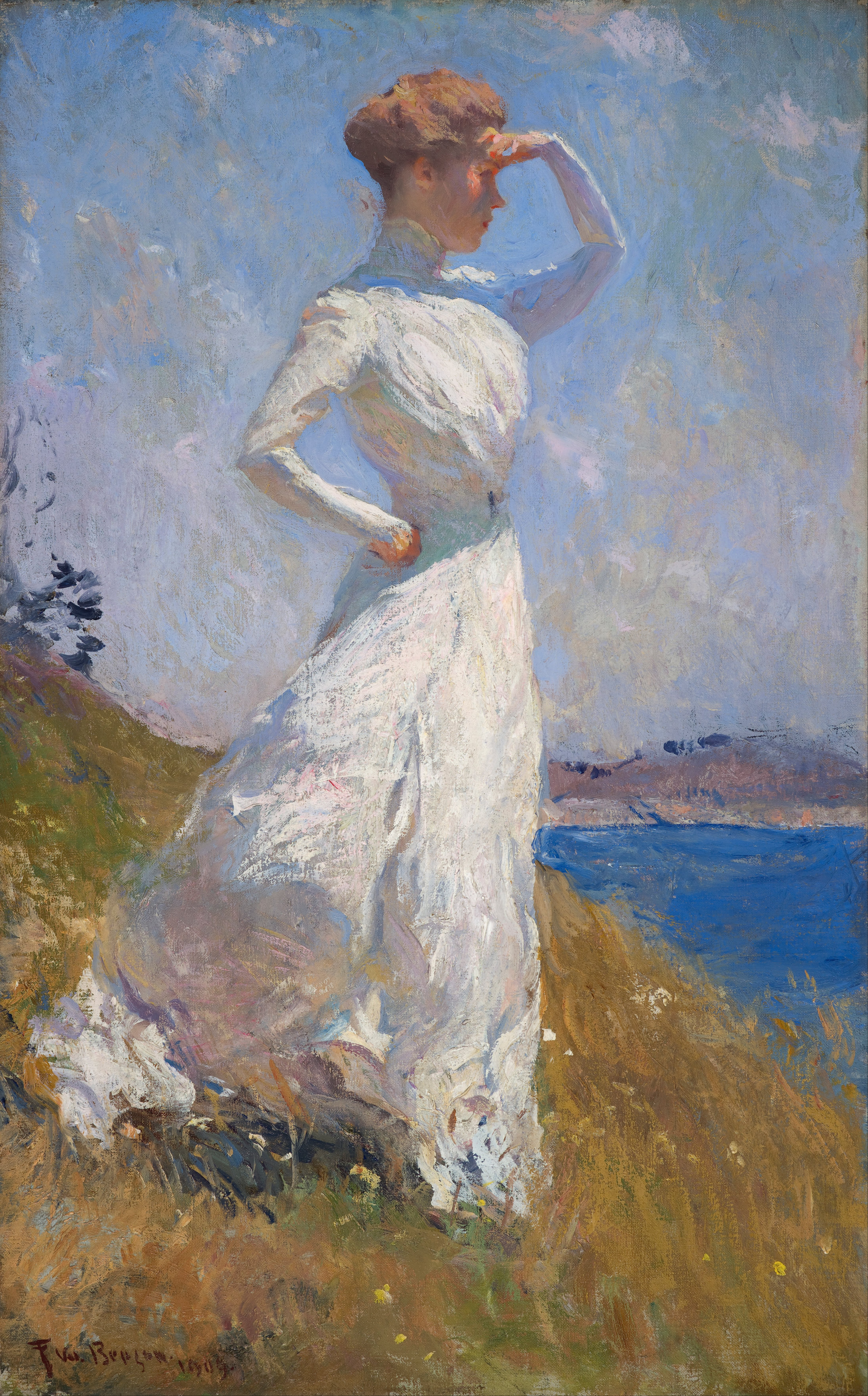
آفتاب نقاشی امپرسیونیسم اثر بنسون
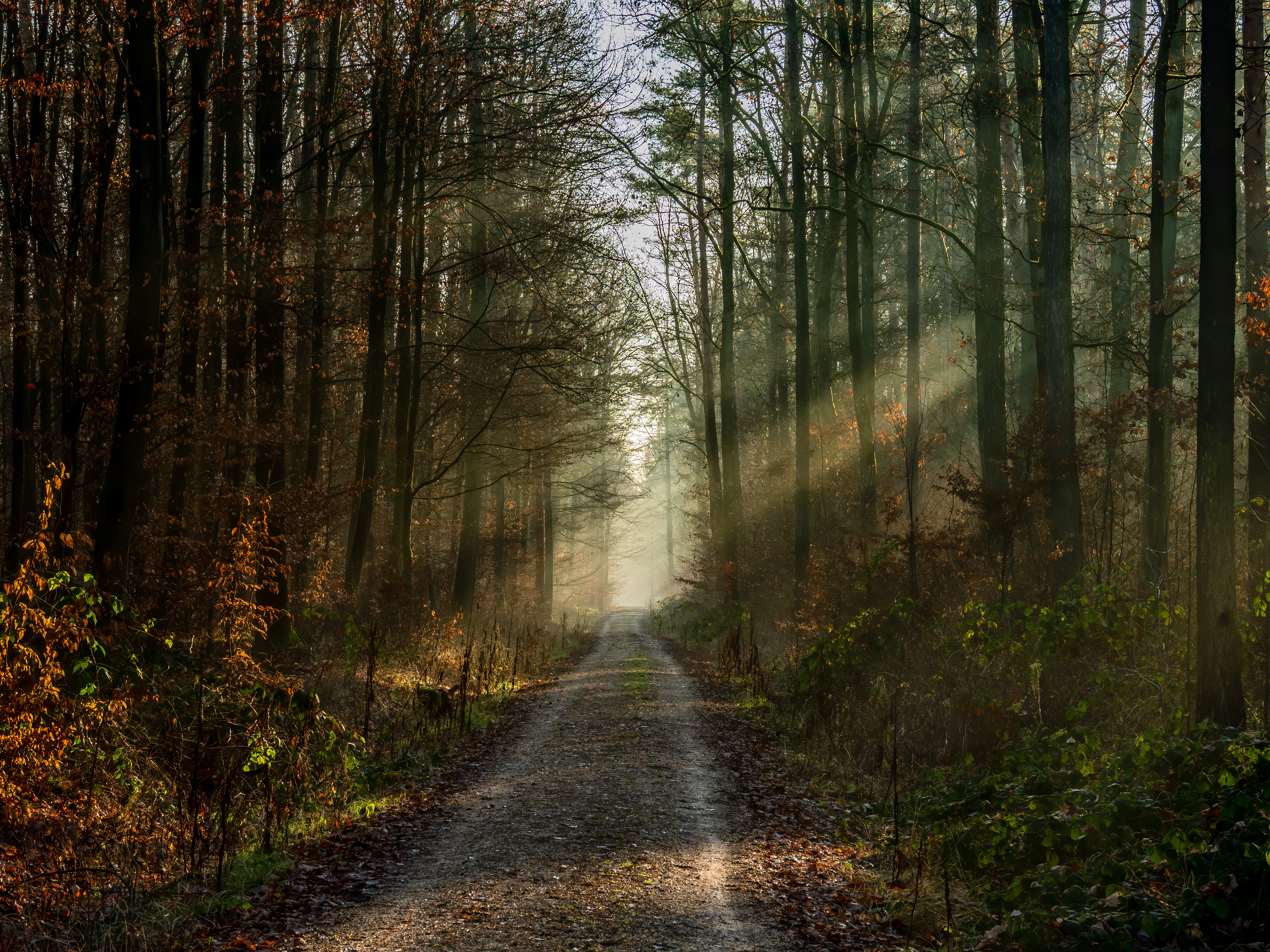
نگاره‌ای از پرتو نور خورشید از میان درختان بلند در بلوار جنگلی در نزدیکی شهر بامبرگ، آلمان.